# Hazlovská pahorkatina
Hazlovská pahorkatina je podcelek pohoří Smrčin. Nachází se v Chebském okrese, na linii Libá, Hazlov, Vojtanov, Skalná, Plesná.

## Geomorfologické členění
- systém: Hercynský
- subsystém: Hercynská pohoří
- provincie: Česká vysočina
- soustava: Krušnohorská soustava
- podsoustava: Krušnohorská hornatina
- celek: Smrčiny (IIIA-1)
- podcelek: Hazlovská pahorkatina
- okrsky: Velkolužská vrchovina, Blatenská vrchovina a Vojtanovská pahorkatina